# Allognosta stuckenbergae
Allognosta stuckenbergae är en tvåvingeart som beskrevs av Lindner 1961. Allognosta stuckenbergae ingår i släktet Allognosta och familjen vapenflugor. Inga underarter finns listade i Catalogue of Life.